# Pininfarina Nido
La Pininfarina Nido è un concept automobilistico pensato e progettato dallo studio di progettazione italiano Pininfarina che racchiude soluzioni di mobilità urbana, sicurezza e sostenibilità. Questo concetto racchiude il significato di "automobile cittadina ideale" secondo la Pininfarina. Durante il percorso metaprogettuale ha dato vita, finora, a due elaborati finali, ognuno presentato al fine di ogni step evolutivo. Si tratta di uno dei prodotti di design industriale applicato all'automobile più rilevanti del XXI secolo: oltre a diversi premi automobilistici, la Nido riceve il premio Compasso d'Oro ADI nel 2008 e viene esposta in alcuni dei più importanti musei di design ed arte contemporanea tra cui il MoMA di New York.

## Nido 2004
Il primo elaborato, presentato nel 2004 al Salone dell'automobile di Parigi, consiste in un modello statico che racchiude al suo interno la necessità focale del progetto "Nido": la sicurezza. Questa necessità è stata affrontata con soluzioni tecnologiche, strutturali, ergonomiche e di abitabilità. Oltre alla sicurezza, la Pininfarina Nido, per natura, risponde anche alla sempre più importante esigenza di mobilità sostenibile: la Pininfarina infatti ha scelto di inserire il progetto "Nido" in un contesto cittadino. Terzo tema affrontato è stato quello formale, il profilo estetico della vettura doveva esprimere tutto quello che essa racchiudeva: pensiero giovane e moderno, tecnologia e semplicità, robustezza e sicurezza.

### Descrizione
Questa citycar dalle dimensioni ridotte è stata fortemente orientata verso la sicurezza, sia per i passeggeri interni che per eventuali pedoni in caso di urto, tramite soluzioni strutturali e la distribuzione degli spazi e la gestione delle forme della vettura stessa. La vettura, infatti, è costituita da un telaio formato da una parte anteriore con la capacità di deformarsi che integra una particolare cellula rigida che avvolge i passeggeri come un guscio protettivo il quale, oltre ad ospitare gli occupanti e assorbire gli urti, ha la capacità di scorrere orizzontalmente su una guida centrale e scaricare, grazie ad una struttura alveolare, l'energia prodotta dall'urto a due assorbitori.

## Nido EV 2010
Il progetto prosegue e si concretizza in una seconda realizzazione, avvenuta nel 2010, che consiste in un prototipo marciante ad alimentazione elettrica. La Pininfarina sottolinea quando, osservando una Nido EV, non si deve solo pensare al veicolo in quanto tale, ma ad un concetto, composto da diverse soluzioni, applicabile a qualunque vettura prodotta in grande serie. La Nido EV inoltre è stata pensata ad essere la prima di una famiglia di vetture ad alimentazione elettrica, declinate in diverse versioni e carrozzeria: 2 posti, 2+1, van leggero e pickup. Il concept è stato pensato con un pianale modulare "space frame" in alluminio, il prototipo invece è stato realizzato in tubolari d'acciaio.

### Dati del prototipo
- City Car 3 posti con trazione elettrica posteriore.
  - Dimensioni (Lun/Lar/Alt): 2950/1620/1507 mm
  - Accelerazione: 0–60 km: 4,4 sec
  - Velocità Max (limitata elettronicamente): 120 km/h
  - Autonomia: 140 km (con una carica completa)
  - Peso a vuoto (in ordine di marcia): 840 kg
- Motore
  - Sincrono a magneti permanenti
  - Potenza massima: 60 kW
  - Coppia massima alle ruote: 90 Nm
  - Batteria di trazione: Ioni di Litio
  - Tensione nominale: 350 V
  - Capacità nominale: 22 kWh
  - Tempo di ricarica: 8 h
  - Peso (del solo motore): 150 kg[13]

## Eredità
La vettura inizia un importante percorso che poi arriverà a completarsi con il successivo concept della casa torinese, la Pininfarina Sintesi, ovvero la visione del veicolo come un involucro ispirato e pensato in relazione ai suoi occupanti, partendo proprio da essi per la realizzazione della vettura.
La Nido si può anche definire antenata di un'altra vettura della casa torinese, ovvero la Pininfarina B0, vettura elettrica presentata in anteprima mondiale al salone dell'automobile di Parigi nel 2008.

## Premi e riconoscimenti
La Nido ha partecipato ad alcune manifestazioni, tra cui l'esposizione al Salone dell'automobile di Bruxelles 2005 per il tema “Utilitarie leggere, Veicoli per il tempo libero e Moto”, ha anche ricevuto un importante premio ovvero “L'Automobile più Bella del Mondo” per la categoria "Prototipi e Concept car"
La Pininfarina Nido è stata premiata con dall'ADI con il XXI Compasso d'oro per la sezione dedicata a progetti che anticipano le tendenze del "transportation design".